# Traktat londyński (1913)

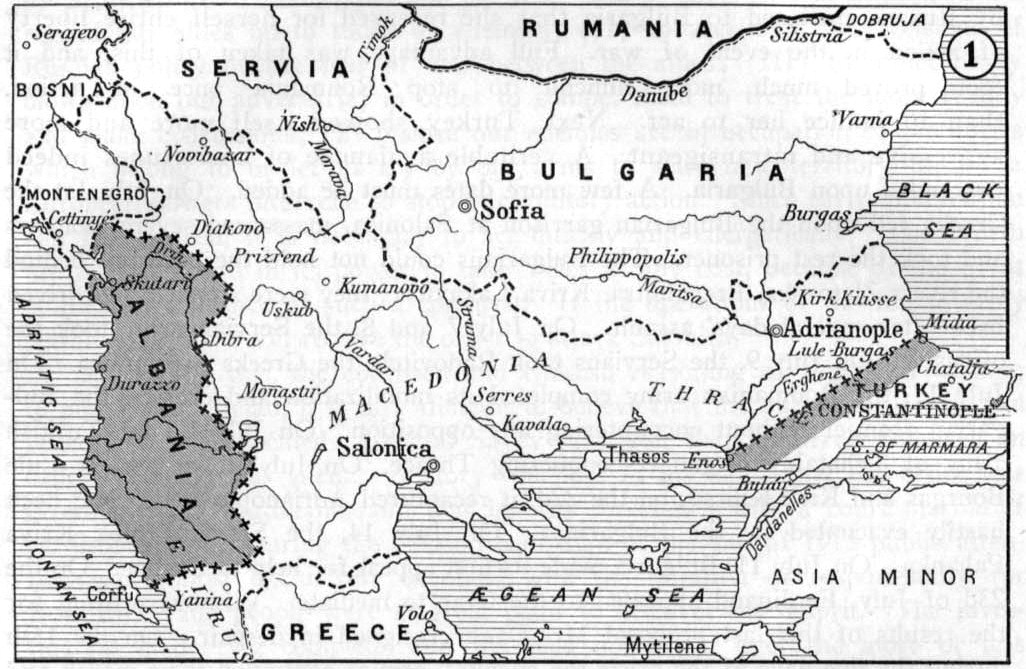
Bałkany po traktacie londyńskim

Traktat londyński – traktat pokojowy podpisany w Londynie 30 maja 1913 roku i kończący I wojnę bałkańską.

## Historia
Londyńska konferencja pokojowa rozpoczęła się 16 grudnia 1912 roku pod naciskiem mocarstw, głównie Wielkiej Brytanii. Negocjacje pokojowe poprzedziło zawieszenie broni z 3 grudnia 1912 r., jednak jego warunków nie uznała Grecja. Efektem niejasnej sytuacji na froncie greckim było napięcie w tureckim społeczeństwie, które przyczyniło się do powodzenia zamachu stanu urządzonego przez młodoturków w styczniu 1913 roku. Po umocnieniu swojej pozycji nowy turecki rząd wznowił walki w lutym 1913 roku.   
W wyniku kolejnych działań zbrojnych Turcy ponieśli kolejne porażki, co skłoniło ich do negocjacji. Traktat pokojowy podpisano w Londynie 30 maja 1913 roku. Na jego podstawie Imperium Osmańskie utraciło wszystkie terytoria europejskie za linią łącząca Enez nad Morzem Egejskim i Midye nad Morzem Czarnym oraz Kretę.
Pod naciskiem Austro-Węgier i Włoch uznano niepodległe państwo albańskie, które proklamowało niepodległość 28 listopada 1912 roku. Mocarstwa wymusiły też na Serbii i Grecji wycofanie się z terenów albańskich, które te dwa kraje kontrolowały niemal w całości. Ponadto Serbia z Czarnogórą rozdzieliły między siebie Sandżak Nowopazarski, natomiast Macedonia została podzielona między Serbię, Czarnogórę, Bułgarię i Grecję.
Pokój podpisany w Londynie okazał się krótkotrwały, jako że w czerwcu 1913 roku, wybuchła II wojna bałkańska, a jej powodem był niezadowolenie Bułgarii z podziału terytoriów macedońskich.